# My Love: Essential Collection
Pour les articles homonymes, voir My Love.
Albums de Céline Dion
Taking Chances
(2007) Taking Chances World Tour: The Concert
My Love: Essential Collection est un album de superhits de la chanteuse canadienne Céline Dion. Sa sortie a eu lieu le 27 octobre 2008 en Europe et le 28 octobre 2008 en Amérique du Nord.

## Titres
| 1.  | My Love (live version)                     | Linda Perry                                                       | 5:04 |
| 2.  | Where Does My Heart Beat Now               | Robert White Johnson, Taylor Rhodes                               | 4:33 |
| 3.  | Beauty and the Beast (with Peabo Bryson)   | Alan Menken, Howard Ashman                                        | 4:04 |
| 4.  | If You Asked Me To                         | Diane Warren                                                      | 3:55 |
| 5.  | The Power of Love                          | Gunther Mende, Candy DeRouge, Jennifer Rush, Mary Susan Applegate | 4:49 |
| 6.  | Because You Loved Me                       | Warren                                                            | 4:35 |
| 7.  | The Power of the Dream (en)                | Linda Thompson, David Foster, Babyface                            | 4:30 |
| 8.  | It's All Coming Back to Me Now             | Jim Steinman                                                      | 7:37 |
| 9.  | All by Myself                              | Eric Carmen, Sergueï Rachmaninov                                  | 5:12 |
| 10. | My Heart Will Go On                        | James Horner, Will Jennings                                       | 4:41 |
| 11. | I'm Your Angel (with R. Kelly)             | R. Kelly                                                          | 5:31 |
| 12. | That's the Way It Is                       | Kristian Lundin, Max Martin, Andreas Carlsson                     | 4:03 |
| 13. | A New Day Has Come                         | Aldo Nova, Stephan Moccio                                         | 4:23 |
| 14. | I'm Alive                                  | Lundin, Carlsson                                                  | 3:30 |
| 15. | I Drove All Night                          | Billy Steinberg, Tom Kelly                                        | 4:00 |
| 16. | Taking Chances                             | Kara DioGuardi, Dave Stewart                                      | 4:07 |
| 17. | There Comes a Time (previously unreleased) | Jörgen Elofsson, Elizabeth Rodrigues                              | 4:03 |

| 1.  | My Love (live version)                     | Perry                                         | 5:04 |
| 2.  | My Heart Will Go On                        | Horner, Jennings                              | 4:41 |
| 3.  | Think Twice                                | Andy Hill, Peter Sinfield                     | 4:48 |
| 4.  | It's All Coming Back to Me Now             | Steinman                                      | 5:31 |
| 5.  | A New Day Has Come                         | Nova, Moccio                                  | 4:23 |
| 6.  | Taking Chances                             | DioGuardi, Stewart                            | 4:07 |
| 7.  | That's the Way It Is                       | Lundin, Martin, Carlsson                      | 4:03 |
| 8.  | The Power of Love                          | Mende, DeRouge, Rush, Applegate               | 4:49 |
| 9.  | Because You Loved Me                       | Warren                                        | 4:35 |
| 10. | Tell Him (with Barbra Streisand)           | Thompson, Walter Afanasieff, Foster           | 4:51 |
| 11. | Falling into You                           | Steinberg, Rick Nowels, Marie-Claire D'Ubaldo | 4:18 |
| 12. | I Drove All Night                          | Steinberg, Kelly                              | 4:00 |
| 13. | I'm Alive                                  | Lundin, Carlsson                              | 3:30 |
| 14. | All by Myself                              | Carmen, Rachmaninov                           | 5:12 |
| 15. | Alone                                      | Steinberg, Kelly                              | 3:23 |
| 16. | Immortality (featuring the Bee Gees)       | Barry Gibb, Robin Gibb, Maurice Gibb          | 4:12 |
| 17. | Beauty and the Beast (with Peabo Bryson)   | Menken, Ashman                                | 4:04 |
| 18. | There Comes a Time (previously unreleased) | Elofsson, Rodrigues                           | 4:03 |

| 1.  | Where Does My Heart Beat Now             | Johnson, Rhodes                         | 4:33 |
| 2.  | Beauty and the Beast (with Peabo Bryson) | Menken, Ashman                          | 4:04 |
| 3.  | If You Asked Me To                       | Warren                                  | 3:55 |
| 4.  | The Power of Love                        | Mende, DeRouge, Rush, Applegate         | 4:49 |
| 5.  | My Love (live version)                   | Perry                                   | 5:04 |
| 6.  | Love Can Move Mountains                  | Warren                                  | 4:01 |
| 7.  | (You Make Me Feel Like) A Natural Woman  | Jerry Wexler, Gerry Goffin, Carole King | 3:40 |
| 8.  | Because You Loved Me                     | Warren                                  | 4:35 |
| 9.  | The Power of the Dream                   | Thompson, Foster, Babyface              | 4:30 |
| 10. | It's All Coming Back to Me Now           | Steinman                                | 7:37 |
| 11. | All by Myself                            | Carmen, Rachmaninov                     | 5:12 |
| 12. | Pour que tu m'aimes encore               | Jean-Jacques Goldman                    | 4:14 |
| 13. | Tell Him (Thompson, Afanasieff, Foster)  | with Barbra Streisand                   | 4:51 |

| 1.  | My Heart Will Go On                        | Horner, Jennings                                      | 4:41 |
| 2.  | To Love You More                           | Foster, Junior Miles                                  | 4:42 |
| 3.  | River Deep, Mountain High                  | Phil Spector, Jeff Barry, Ellie Greenwich             | 4:10 |
| 4.  | I'm Your Angel (with R. Kelly)             | Kelly                                                 | 5:31 |
| 5.  | The Prayer (with Andrea Bocelli)           | Foster, Carole Bayer Sager, Alberto Testa, Tony Renis | 4:29 |
| 6.  | That's the Way It Is                       | Lundin, Martin, Carlsson                              | 4:03 |
| 7.  | A New Day Has Come                         | Nova, Moccio                                          | 4:23 |
| 8.  | I'm Alive                                  | Lundin, Carlsson                                      | 3:30 |
| 9.  | I Drove All Night                          | Steinberg, Kelly                                      | 4:00 |
| 10. | Taking Chances                             | DioGuardi, Stewart                                    | 4:07 |
| 11. | There Comes a Time (previously unreleased) | Elofsson, Rodrigues                                   | 4:03 |
| 12. | Dance with My Father                       | Luther Vandross, Richard Marx                         | 4:38 |
| 13. | I Knew I Loved You                         | Ennio Morricone, Alan Bergman, Marilyn Bergman        | 4:31 |
| 14. | My Love                                    | Perry                                                 | 5:04 |

| 1.  | My Heart Will Go On                        | Horner, Jennings                | 4:41 |
| 2.  | Think Twice                                | Hill, Sinfield                  | 4:48 |
| 3.  | It's All Coming Back to Me Now             | Steinman                        | 5:31 |
| 4.  | A New Day Has Come                         | Nova, Moccio                    | 4:23 |
| 5.  | My Love (live version)                     | Perry                           | 5:04 |
| 6.  | Taking Chances                             | DioGuardi, Stewart              | 4:07 |
| 7.  | That's the Way It Is                       | Lundin, Martin, Carlsson        | 4:03 |
| 8.  | The Power of Love                          | Mende, DeRouge, Rush, Applegate | 4:49 |
| 9.  | Because You Loved Me                       | Warren                          | 4:35 |
| 10. | Tell Him (with Barbra Streisand)           | Thompson, Afanasieff, Foster    | 4:51 |
| 11. | Falling into You                           | Steinberg, Nowels, D'Ubaldo     | 4:18 |
| 12. | I Drove All Night                          | Steinberg, Kelly                | 4:00 |
| 13. | I'm Alive                                  | Lundin, Carlsson                | 3:30 |
| 14. | All by Myself                              | Carmen, Rachmaninov             | 5:12 |
| 15. | Alone                                      | Steinberg, Kelly                | 3:23 |
| 16. | Immortality (featuring the Bee Gees)       | B. Gibb, R. Gibb, M. Gibb       | 4:12 |
| 17. | Beauty and the Beast (with Peabo Bryson)   | Menken, Ashman                  | 4:04 |
| 18. | There Comes a Time (previously unreleased) | Elofsson, Rodrigues             | 4:03 |

| 1.  | River Deep, Mountain High           | Spector, Barry, Greenwich                                       | 4:10 |
| 2.  | One Heart                           | John Shanks, DioGuardi                                          | 3:24 |
| 3.  | I'm Your Angel (with R. Kelly)      | Kelly                                                           | 5:31 |
| 4.  | Only One Road                       | Peter Zizzo                                                     | 4:49 |
| 5.  | Pour que tu m'aimes encore          | Goldman                                                         | 4:14 |
| 6.  | You and I                           | Nova, Jacques Duval                                             | 4:05 |
| 7.  | To Love You More                    | Foster, Miles                                                   | 4:42 |
| 8.  | Eyes on Me                          | Lundin, Savan Kotecha, Delta Goodrem                            | 3:53 |
| 9.  | Have You Ever Been in Love          | Anders Bagge, Peer Astrom, Tom Nichols, Daryl Hall, Laila Bagge | 4:08 |
| 10. | The Reason                          | King, Mark Hudson, Greg Wells                                   | 5:01 |
| 11. | Seduces Me                          | Dan Hill, John Sheard                                           | 3:46 |
| 12. | The First Time Ever I Saw Your Face | Ewan MacColl                                                    | 4:09 |
| 13. | Dance with My Father                | Vandross, Marx                                                  | 4:38 |
| 14. | Misled                              | Jimmy Bralower, Zizzo                                           | 3:30 |
| 15. | Love Can Move Mountains             | Warren                                                          | 4:01 |
| 16. | Call the Man                        | Hill, Sinfield                                                  | 6:08 |
| 17. | Goodbye's (The Saddest Word)        | Robert Lange                                                    | 5:19 |
| 18. | The Prayer (with Andrea Bocelli)    | Foster, Sager, Testa, Renis                                     | 4:29 |

| 1.  | Where Does My Heart Beat Now             | Johnson, Rhodes                 | 4:33 |
| 2.  | Beauty and the Beast (with Peabo Bryson) | Menken, Ashman                  | 4:04 |
| 3.  | If You Asked Me To                       | Warren                          | 3:55 |
| 4.  | Love Can Move Mountains                  | Warren                          | 4:01 |
| 5.  | My Love (live version)                   | Perry                           | 5:04 |
| 6.  | The Power of Love                        | Mende, DeRouge, Rush, Applegate | 4:49 |
| 7.  | Pour que tu m'aimes encore               | Goldman                         | 4:14 |
| 8.  | (You Make Me Feel Like) A Natural Woman  | Wexler, Goffin, King            | 3:40 |
| 9.  | Because You Loved Me                     | Warren                          | 4:35 |
| 10. | Falling into You                         | Steinberg, Nowels, D'Ubaldo     | 4:18 |
| 11. | The Power of the Dream                   | Thompson, Foster, Babyface      | 4:30 |
| 12. | It's All Coming Back to Me Now           | Steinman                        | 7:37 |
| 13. | All by Myself                            | Carmen, Rachmaninov             | 5:12 |
| 14. | River Deep, Mountain High                | Spector, Barry, Greenwich       | 4:10 |
| 15. | Tell Him (with Barbra Streisand)         | Thompson, Afanasieff, Foster    | 4:51 |

| 1.  | My Heart Will Go On                        | Horner, Jennings                            | 4:41 |
| 2.  | To Love You More                           | Foster, Junior Miles                        | 4:42 |
| 3.  | Immortality (featuring the Bee Gees)       | B. Gibb, R. Gibb, M. Gibb                   | 4:12 |
| 4.  | I'm Your Angel (with R. Kelly)             | Kelly                                       | 5:31 |
| 5.  | The Prayer (with Andrea Bocelli)           | Foster, Sager, Testa, Renis                 | 4:29 |
| 6.  | That's the Way It Is                       | Lundin, Martin, Carlsson                    | 4:03 |
| 7.  | A New Day Has Come                         | Nova, Moccio                                | 4:23 |
| 8.  | I'm Alive                                  | Lundin, Carlsson                            | 3:30 |
| 9.  | Ten Days                                   | Nova, Maxime Le Forestier, Gérald De Palmas | 3:37 |
| 10. | I Drove All Night                          | Steinberg, Kelly                            | 4:00 |
| 11. | One Heart                                  | Shanks, DioGuardi                           | 3:24 |
| 12. | Taking Chances                             | DioGuardi, Stewart                          | 4:07 |
| 13. | There Comes a Time (previously unreleased) | Elofsson, Rodrigues                         | 4:03 |
| 14. | Dance with My Father                       | Vandross, Marx                              | 4:38 |
| 15. | I Knew I Loved You                         | Morricone, A. Bergman, M. Bergman           | 4:31 |

## Charts
Aux États-Unis, l'album débute en 8e position avec des ventes de 58 000 copies. Il s'en est écoulé 550 000 copies à ce jour. Au Canada, l'album débute en 2e position avec 18 000 copies et sera certifié en janvier 2009 double platine avec 160 000 copies mise en vente (125 000 écoulées). Au Royaume-Uni, il s'est vendu à plus de 800 000 exemplaires à ce jour!
Vente  Mondial: 2 500 000
| Pays               | Meilleure position | Certification | Vente     |
| ------------------ | ------------------ | ------------- | --------- |
| Allemagne          | 24                 | or            | 100 000   |
| Argentine          | 5                  | -             | -         |
| Australie          | 24                 | or            | 35 000    |
| Autriche           | 37                 | -             | -         |
| Belgique Flandres  | 1                  | Platine       | 30 000    |
| Belgique Wallonie  | 3                  | Platine       | 30 000    |
| Brésil             | 24                 | -             | 46 000    |
| Canada             | 2                  | 2 × Platine   | 160 000   |
| Croatie            | 9                  | -             | -         |
| République tchèque | 24                 | -             | -         |
| Danemark           | 4                  | -             | 30 000    |
| Estonie            | 15                 | -             | -         |
| Finlande           | 11                 | Or            | 16 027    |
| France             | 1                  | -             | 50 000    |
| Grèce              | 41                 | -             | -         |
| Hong Kong          | 3                  | -             | -         |
| Hongrie            | 8                  | Or            | 3 000     |
| Irlande            | 1                  | 2 × Platine   | 30 000    |
| Italie             | 21                 | -             | -         |
| Malte              | 1                  | -             | -         |
| Mexique            | 9                  | Or            | 40 000    |
| Pays-Bas           | 1                  | platine       | 67 985    |
| Nouvelle-Zélande   | 10                 | Or            | 7 500     |
| Norvège            | -                  | -             | -         |
| Pologne            | 24                 | -             | -         |
| Portugal           | 6                  | Or            | 10 000    |
| Afrique du Sud     | 10                 | -             | -         |
| Espagne            | 80                 | -             | -         |
| Royaume-Uni        | 5                  | 4x platine    | 1 200 000 |
| Suède              | 6                  | -             | -         |
| Suisse             | 9                  | -             | -         |
| Taïwan             | 9                  | -             | -         |
| Turquie            | 5                  | -             | -         |
| États-Unis         | 8                  |               | 550 000   |